# 引燃管

引燃管典型结构
1. 阳极
2. 阴极
3. 引燃极
4. 汞池
5. 陶瓷绝缘子
6. 冷却液

引燃管（英語：Ignitron）是一种单阳极的汞弧型整流管，主要应用于控制器和大功率整流器。美国西屋电气工程师约瑟夫·斯莱皮恩（Joseph Slepian）在1933年将弧光放电现象应用到开关技术，成功发明了引燃管。引燃管分为阴极、引燃极和阳极三个部分，阴极和阳极分别为汞池和石墨或不锈钢，引燃极是引燃管最重要的部分，以耐高温的、具有高电阻率且不被汞浸润的材料制成，通常为碳化硅或碳化硼等半导体材料。当引燃电流时，汞池表面产生阴极炽点而发射电子，电子在向阳极运动过程中使汞蒸气电离，在阳极与汞池间形成弧光，放电。

## 参看
- 真空管
- 二极管
- 晶闸管
- 整流器